# Какауаль
Какауаль (исп. Cacahual) — небольшой город и муниципалитет на востоке Колумбии, на территории департамента Гуайния.

## Географическое положение

Муниципалитет Какауаль

Город расположен в северо-восточной части департамента, в пределах Амазонского природно-территориального комплекса, на левом берегу реки Атабапо, вблизи государственной границы с Венесуэлой, на расстоянии приблизительно 67 километров к юго-востоку от города Инириды, административного центра департамента. Абсолютная высота — 98 метров над уровнем моря.
Муниципалитет Какауаль граничит на северо-западе и западе с территорией муниципалитета Инирида, на юге — с муниципалитетом Пуэрто-Коломбия, на востоке и северо-востоке — с территорией Венесуэлы. Площадь муниципалитета составляет 2273 км².

## Население
По данным Национального административного департамента статистики Колумбии, совокупная численность населения города и муниципалитета в 2015 году составляла 2474 человека.
Динамика численности населения муниципалитета по годам:
| 2005 | 2006 | 2007 | 2008 | 2009 | 2010 | 2011 | 2012 | 2013 | 2014 | 2015 |
| ---- | ---- | ---- | ---- | ---- | ---- | ---- | ---- | ---- | ---- | ---- |
| 1592 | 1666 | 1743 | 1823 | 1906 | 1992 | 2081 | 2173 | 2270 | 2370 | 2474 |

Согласно данным переписи 2005 года мужчины составляли 55,8 % от населения Какауаля, женщины — соответственно 44,2 %. В расовом отношении индейцы составляли 98,3 % от населения города; белые и метисы — 1,7 %.
Уровень грамотности среди всего населения составлял 82 %.